# Guillaume Poyet
Pour les articles homonymes, voir Poyet.
Guillaume Poyet (Angers 1473 - Paris avril 1548) est un magistrat et avocat français. Il a été chancelier de France de 1538 à 1545. Il est connu pour avoir rédigé l'ordonnance de Villers-Cotterêts.

## Biographie

### Carrière dans le droit
Magistrat et avocat français exerçant à Angers et à Paris, il est le frère de l'échevin et avocat d'Angers Pierre Poyet.
Il a été chargé par Louise de Savoie, mère du Roi François Ier, de défendre ses droits face à Charles, duc de Bourbon, en 1521.

### Chancelier (1538-1545)
L'influence de Louise de Savoie et celle du nouveau connétable Anne de Montmorency favorisent la carrière de Poyet : après avoir obtenu les postes d'avocat général (1530) et de président à mortier du parlement de Paris (1534), il devient chancelier de France en 1538. 
Poyet assume ainsi la responsabilité de l'ordonnance de Villers-Cotterêts (1539, intitulée exactement « Ordonnance générale sur le fait de la justice, police et finances ». Elle s'est longtemps appelée Guillemine ou Guilelmine en référence à son auteur.
Cette ordonnance ordonnait les registres des baptêmes et des décès, et surtout déclarait  l'utilisation exclusive de la langue française dans toutes les procédures légales. 
Dans le conflit d'influence qui oppose à la cour de François Ier le connétable Anne de Montmorency et l'amiral Philippe Chabot de Brion, tous deux compagnons de jeunesse du roi, Guillaume Poyet travaille aux intérêts du connétable. Il préside la commission spéciale qui, le 8 février 1541, destitue l'amiral de ses dignités et de ses offices. Mais en juillet 1541, sous l'influence de la duchesse d'Etampes, qui déteste le connétable, Montmorency est invité à quitter la cour. En 1542, Chabot retrouve ses dignités, sa place et son influence.
Le retour en faveur de l'amiral entraîne la chute de Guillaume Poyet, quoique celui-ci, entre-temps et pour sauver sa place, se soit également éloigné du connétable - dont le parti ne fera rien pour le sauver. Le 2 août 1542, Poyet est arrêté pour malversation, emprisonné à Bourges, puis à la Bastille. Ses papiers sont saisis. Le procès, ouvert en 1544, débouche en avril 1545 sur une condamnation : Poyet doit payer une forte amende et est destitué de son office. Il parvient à réunir un peu plus que la somme demandée et est libéré grâce à la lettre de rémission du roi François Ier, du 27 juin 1545.

### Mort
Il meurt à son domicile parisien le 27 avril 1548.
Guillaume Poyet a eu un fils, René Poyet, calviniste attesté à Saumur, formé aux idées de la Réforme à Genève. Il revient en Anjou prêcher la nouvelle foi. Arrêté, il est condamné et brûlé vif à Saumur en 1552,.

## Papiers de Guillaume Poyet
La quantité et la variété des papiers saisis chez Guillaume Poyet "sont à l'image de l'importance de ses fonctions : pas moins de deux cent dix sacs ou liasses de documents concernant aussi bien la justice que la diplomatie, les finances que l'économie" .
Saisis par deux maîtres des requêtes, ces papiers, ou du moins une partie d'entre eux, ont été versés au Trésor des chartes. Ils sont conservés aujourd'hui aux Archives nationales (J//963 à J//968).
On y trouve de nombreux documents intéressant les prédécesseurs de Poyet, Antoine Duprat et Antoine Du Bourg.